# 亜硝酸
亜硝酸（あしょうさん、nitrous acid）とは、窒素のオキソ酸のひとつで化学式 HNO2 で表される弱酸である。IUPAC命名法系統名はジオキソ硝酸 (dioxonitric(III) acid) である。遊離酸の状態では不安定で分解しやすい為、亜硝酸塩または亜硝酸エステル等の形で保存あるいは使用されることが多い。

## 製造
遊離酸を得るには亜硝酸バリウムに当量の硫酸水溶液を加え、硫酸バリウムを沈降濾別したり、硝酸に一酸化窒素を作用させるとよい。
{\displaystyle {\ce {Ba(NO2)2\ + H2SO4 -> BaSO4\ + 2HNO2}}}
遊離酸は不安定なので、反応に用いる場合亜硝酸塩を酸性条件下で加えて発生させたり、亜硝酸エステルを亜硝酸の等価体として用いることも多い。

## 性質
遊離酸の亜硝酸は高濃度では自己酸化還元反応を起こすので、低濃度で使用するか、または低温で亜硝酸塩を酸性にしてつくられる。
{\displaystyle {\ce {3HNO2 -> HNO3\ + H2O\ + 2NO}}}
酸化あるいは還元の両方が起こりやすい。例えば、酸性溶液中、ヨウ化物イオン I− と反応し、ヨウ素 I2 を遊離させる。また、過マンガン酸塩などの酸化剤と反応すると酸化されて硝酸イオンになる。酸化剤および還元剤としての標準酸化還元電位は以下の通りである。
{\displaystyle {\ce {NO2(g)\ +{H^{+}}+{\mathit {e}}^{-}=\ HNO2}}} , {\displaystyle E^{\circ }=1.093{\rm {V}}} （還元剤）
{\displaystyle {\ce {HNO2\ +{H^{+}}+{\mathit {e}}^{-}=\ NO(g)\ +H2O}}} , {\displaystyle E^{\circ }=0.996{\rm {V}}}（酸化剤）
亜硝酸アンモニウムは自己酸化還元反応で窒素を発生するので、実験室で窒素を発生させるときに用いる。しかしこの塩は不安定であるので、実際は濃亜硝酸ナトリウム水溶液と濃塩化アンモニウム水溶液を混合することで代用する。
{\displaystyle {\ce {NaNO2\ + NH4Cl -> NaCl\ + 2H2O\ + N2}}}
希薄水溶液中における酸解離定数は硝酸よりも105程度小さく、弱酸である。
{\displaystyle {\ce {HNO2\ \leftrightarrows \ {H^{+}}+NO2^{-}}}} , pKa = 3.3

## 生体への作用
亜硝酸自体あるいは亜硝酸塩、亜硝酸エステルは分解すると一酸化窒素を発生するので、強い血管拡張作用を示す。
脂肪族2級アミン類と反応するとニトロソアミン体となる。ニトロソアミン体は発癌性が高いことが示唆されており、食品添加物の亜硝酸塩や（窒素肥料を過剰に与えた）根菜などに含まれる亜硝酸の摂取に対しては注意が喚起されている。ほかにタバコに含まれるニコチンとも反応してニトロソアミンとなる。
亜硝酸イオンがヘモグロビンの2価鉄を3価に酸化し、酸素運搬機能がないメトヘモグロビンを生成しメトヘモグロビン血症（ブルー・ベビー症候群）の原因となる。

## 用途
亜硝酸はアミン類と反応し、二級アミン類とはニトロソアミン体となる。特に芳香族一級アミンと反応した場合は脱水により芳香族ジアゾニウムイオンまで進む。
{\displaystyle {\ce {Ar-NH2 + HNO2 <=> Ar-N^+#N}}}

ジアゾニウムイオンは反応性が高く、ザンドマイヤー反応などによる置換反応、ジアゾカップリングによるアゾ化合物の合成などの用途がある。アゾ化合物には呈色するものが多いため色素の合成上有用である。
亜硝酸塩は亜硝酸がヘム鉄に配位して鮮赤色を呈するので、ソーセージなどの食品添加物として利用される。この場合、ボツリヌス菌による食中毒予防の意味もある。

## 関連化合物

### 亜硝酸イオン
亜硝酸イオンは多くの金属に配位することが知られているが、中心の窒素で配位する場合と、末端の酸素で配位する場合とが知られている。中心の窒素で配位した錯体をニトロ錯体、酸素で配位した錯体をニトリト錯体と呼ぶ。

### 亜硝酸塩
代表的な亜硝酸塩を次に示す。
| 化合物名         | 読み                   | 英名              | 化学式   | 分子量 | CAS登録番号 | 融点        | 沸点 | 密度 | 比重  | 備考       |
| ---------------- | ---------------------- | ----------------- | -------- | ------ | ----------- | ----------- | ---- | ---- | ----- | ---------- |
| 亜硝酸カリウム   | あしょうさんかりうむ   | potassium nitrite | KNO2     | 85.1   | 7758-09-0   | 350℃ (分解) |      |      | 1.915 |            |
| 亜硝酸カルシウム | あしょうさんかるしうむ | calcium nitrite   | Ca(NO2)2 | 132.09 | 13780-06-8  |             |      |      | 2.23  |            |
| 亜硝酸銀         | あしょうさんぎん       | silver nitrite    | AgNO2    | 153.87 | 7783-99-5   | 140℃        |      |      | 4.453 |            |
| 亜硝酸ナトリウム | あしょうさんなとりうむ | sodium nitrite    | NaNO2    | 69     | 7632-00-0   | 271℃        |      |      | 2.168 |            |
| 亜硝酸バリウム   | あしょうさんばりうむ   | barium nitrite    | Ba(NO2)2 | 229.34 | 13465-94-6  |             |      |      |       | 自己反応性 |

### 亜硝酸エステル
代表的な亜硝酸エステルを次に示す。
| 化合物名           | 読み                           | 英名                     | 化学式            | 分子量 | CAS登録番号 | 融点 | 沸点     | 密度 | 比重   | 備考                                 |
| ------------------ | ------------------------------ | ------------------------ | ----------------- | ------ | ----------- | ---- | -------- | ---- | ------ | ------------------------------------ |
| 亜硝酸エチル       | あしょうさんえちる             | ethyl nitrite            | CH3CH2ONO         | 75.07  | 109-95-5    |      | 17℃      |      | 0.90   |                                      |
| 亜硝酸イソアミル   | あしょうさんいそあみる         | 3-methylbutyl nitrite    | (CH3)2CHCH2CH2ONO | 117.15 | 110-46-3    |      | 97-99℃   |      | 0.875  | 異性体混合物は亜硝酸アミルと呼ばれる |
| 亜硝酸イソブチル   | あしょうさんいそぶちる         | 2-methylpropyl nitrite   | (CH3)2CHCH2ONO    | 130.18 | 542-56-3    |      | 67℃      |      | 0.870  |                                      |
| 亜硝酸イソプロピル | あしょうさんいそぷろぴる       | 2-propyl nitrite         | (CH3)2CHONO       | 89.09  | 541-42-4    |      | 39-39.5℃ |      | 0.844  |                                      |
| 亜硝酸 t-ブチル    | あしょうさんたーしゃりーぶちる | 1,1-dimetylethyl nitrite | (CH3)3CONO        | 103.12 | 540-80-7    |      | 63℃      |      | 0.8671 | ジェット燃料                         |
| 亜硝酸 n-ブチル    | あしょうさんのるまるぶちる     | butyl nitrite            | CH3(CH2)2CH2ONO   | 103.12 | 544-16-1    |      | 78.2℃    |      | 0.9114 |                                      |
| 亜硝酸 n-プロピル  | あしょうさんのるまるぷろぴる   | propyl nitrite           | CH3CH2CH2ONO      | 89.09  | 543-67-9    |      | 46-48℃   |      | 0.8864 | ジェット燃料                         |